# Alaili Dadda (district)
Alaili Dadda este unul din cele 11 districte ale Republicii Djibouti. Este localizat în nordul țării în regiunea Obock. Se află la granița cu Dorra și Randa în sud-vest, cu districtul Obock în sud, și cu Marea Roșie în nord-est.